# Hermann Baumann (Ringer)
Hermann Baumann (* 23. Januar 1921; † nach 1947) war ein Schweizer Ringer.

## Biografie
Hermann Baumann gewann bei den Olympischen Sommerspielen 1948 die Bronzemedaille im Leichtgewicht des Freistilringens.